# Distrito de Oda
El distrito de Oda (小田郡 Oda-gun?) es un distrito localizado en la prefectura de Okayama, Japón. En junio de 2019 tenía una población estimada de 13.583 habitantes y una densidad de población de 150 personas por km². Su área total es de 90,62 km².

## Localidades
- Yakage